# Seychellshama
Seychellshama (Copsychus sechellarum) är en starkt utrotningshotad fågel i familjen flugsnappare.

## Utseende och läten
Seychellshaman är en 18–21 cm lång och trastliknande svartvit fågel. Adulta fågeln är mörkblåglansigt svart förutom för de kritvita banden på vingens övre halva. Ungfågeln är mattare i färgerna med grå kanter på vingbandet. Lätena är mycket varierade med både hesa och melodiska ljud.

## Utbredning och systematik
Seychellshaman förekommer enbart på några av granitöarna i Seychellerna. Den är stannfågel på Frégate och förflyttad till Cousin (1994), Cousine (1995), Aride (2002) och Denis (2008).

### Familjetillhörighet
Shamor med släktingar ansågs fram tills nyligen liksom bland andra stenskvättor, stentrastar och buskskvättor vara små trastar. DNA-studier visar dock att de är marklevande flugsnappare (Muscicapidae) och förs därför numera till den familjen.

## Status
Seychellshaman är en mycket fåtalig fågel, men som efter bevarandeåtgärder ökat i antal. År 2000 uppskattades beståndet till 86 individer. 2006 hade antalet ökat till 178 och 2015 283. Sedan 2005 kategoriserar internationella naturvårdsunionen IUCN inte längre arten som akut hotad utan för den istället till den lägre hotnivån starkt hotad (EN).